# Lijst van rijksmonumenten in Utrecht (stad)/Van Asch van Wijckskade
De stad Utrecht telt in totaal 1.402 inschrijvingen in het rijksmonumentenregister. De Van Asch van Wijckskade in het centrum telt 19 rijksmonumenten. Hieronder een overzicht.
| Object | Oorspronkelijke functie? | Bouwjaar                     | Architect               | Locatie                         | Coördinaten?                | Nr.?  | Afbeelding        |
| --- | ------------------------ | ---------------------------- | ----------------------- | ------------------------------- | --------------------------- | ----- | ----------------- |
| Blokvormig pand, gepleisterd met verdieping en mezzanino onder flauwhellend, met pannen gedekt schilddak                         | Woonhuis                 | tweede kwart 19e eeuw        | J.D. Zocher             | Van Asch van Wijckskade 1       | 52° 5' 47" NB, 5° 7' 1" OL  | 46930 | Meer afbeeldingen |
| Langgerekt pand, vrijwel geheel gepleisterd, met verdieping en mezzanino onder flauwhellend, met pannen gedekt schilddak         | Woonhuis                 | tweede kwart 19e eeuw        | J.D. Zocher             | Van Asch van Wijckskade 2-4     | 52° 5' 47" NB, 5° 7' 1" OL  | 46931 | Meer afbeeldingen |
| Blokvormig pand, geheel gepleisterd, met verdieping en mezzanino onder flauwhellend, met pannen gedekt schilddak                 | Werk-woonhuis            | tweede kwart 19e eeuw        |                         | Van Asch van Wijckskade 6-6bis  | 52° 5' 46" NB, 5° 7' 5" OL  | 46932 | Meer afbeeldingen |
| Blokvormig pand, geheel gepleisterd, met verdieping en mezzanino onder flauwhellend, met pannen gedekt schilddak                 | Werk-woonhuis            | tweede kwart 19e eeuw        |                         | Van Asch van Wijckskade 6A      | 52° 5' 46" NB, 5° 7' 6" OL  | 46933 | Meer afbeeldingen |
| Pand, geheel gepleisterd, met verdieping en mezzanino onder flauwhellend zadeldak                                                | Woonhuis                 | tweede kwart 19e eeuw        |                         | Van Asch van Wijckskade 7       | 52° 5' 46" NB, 5° 7' 6" OL  | 46934 | Meer afbeeldingen |
| Pand, geheel gepleisterd, met verdieping en mezzanino onder flauwhellend zadeldak                                                | Woonhuis                 | tweede kwart 19e eeuw        |                         | Van Asch van Wijckskade 8       | 52° 5' 46" NB, 5° 7' 7" OL  | 46935 | Meer afbeeldingen |
| Pand, geheel gepleisterd, met verdieping en mezzanino onder met pannen gedekt, flauwhellend zadeldak met schild aan rechterzijde | Woonhuis                 | tweede kwart 19e eeuw        |                         | Van Asch van Wijckskade 14D-15  | 52° 5' 46" NB, 5° 7' 11" OL | 46936 | Meer afbeeldingen |
| Pand, geheel gepleisterd, met verdieping en mezzanino onder flauwhellend, met pannen gedekt zadeldak                             | Woonhuis                 | tweede kwart 19e eeuw        |                         | Van Asch van Wijckskade 15A-B-C | 52° 5' 45" NB, 5° 7' 12" OL | 46937 | Meer afbeeldingen |
| Pand (thans niet gepleisterd), met verdieping en mezzanino onder flauwhellend, met pannen gedekt zadeldak                        | Werk-woonhuis            | tweede kwart 19e eeuw        |                         | Van Asch van Wijckskade 16      | 52° 5' 45" NB, 5° 7' 12" OL | 46938 | Meer afbeeldingen |
| Pand met verdieping en mezzanino onder flauwhellend, met pannen gedekt zadeldak                                                  | Woonhuis                 | tweede kwart 19e eeuw        |                         | Van Asch van Wijckskade 17      | 52° 5' 45" NB, 5° 7' 13" OL | 46939 | Meer afbeeldingen |
| Pand, gepleisterd, met verdieping en mezzanino onder flauwhellend, met pannen gedekt zadeldak met schild aan linkerzijde         | Woonhuis                 | tweede kwart 19e eeuw        |                         | Van Asch van Wijckskade 18      | 52° 5' 45" NB, 5° 7' 13" OL | 46940 | Meer afbeeldingen |
| Rechthoekig hoekblok | Woonhuis                 | 1840                         | J.D.Zocher's en Kramm's | Van Asch van Wijckskade 19      | 52° 5' 46" NB, 5° 7' 15" OL | 36012 | Meer afbeeldingen |
| Gepleisterd pand met rechte kroonlijst met strenge neo-classieke vormen                                                          | Woonhuis                 |                              |                         | Van Asch van Wijckskade 21      | 52° 5' 46" NB, 5° 7' 16" OL | 36013 | Meer afbeeldingen |
| Gepleisterd pand met rechte kroonlijst met strenge neo-classieke vormen                                                          | Woonhuis                 |                              |                         | Van Asch van Wijckskade 23      | 52° 5' 46" NB, 5° 7' 16" OL | 36014 | Meer afbeeldingen |
| Rechthoekig hoekblok | Woonhuis                 |                              |                         | Van Asch van Wijckskade 25      | 52° 5' 47" NB, 5° 7' 18" OL | 36015 | Meer afbeeldingen |
| Statig huis, ongepleisterd, met pilasterorde                                                                                     | Woonhuis                 | ca. 1840                     | J.D. Zocher             | Van Asch van Wijckskade 27      | 52° 5' 47" NB, 5° 7' 20" OL | 36016 | Meer afbeeldingen |
| Voormalig Fysiologisch Laboratorium                                                                                              | Gebouw                   | 1865-1867, nadien uitgebreid | L. Tollenaar            | Van Asch van Wijckskade 28      | 52° 5' 49" NB, 5° 7' 25" OL | 46941 | Meer afbeeldingen |
| Statig huis, ongepleisterd, met pilasterorde                                                                                     | Woonhuis                 | ca. 1840                     | J.D. Zocher             | Van Asch van Wijckskade 29      | 52° 5' 47" NB, 5° 7' 21" OL | 36017 | Meer afbeeldingen |
| Hoekpand met verdieping en afgeschuinde hoek, een geheel uitmakend met het naastgelegen pand Plompetorengracht 26                | Woonhuis                 | midden 18e eeuw              |                         | Van Asch van Wijckskade 39      | 52° 5' 48" NB, 5° 7' 25" OL | 36018 | Meer afbeeldingen |